# Ueda Kenkichi

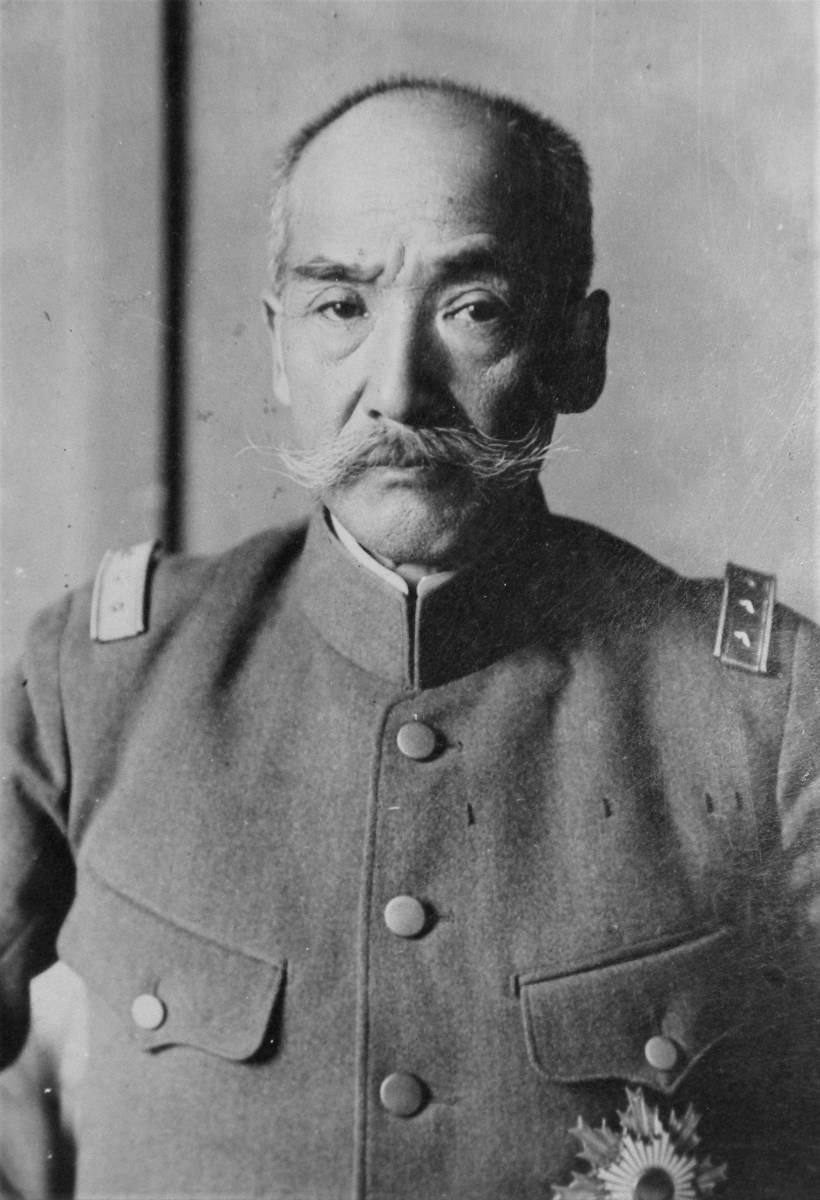
Ueda Kenkichi

Ueda Kenkichi (jap. 植田 謙吉; * 8. März 1875 in der Präfektur Osaka, Kaiserreich Japan; † 11. September 1962) war ein General der Kaiserlich Japanischen Armee.

## Leben
Der in der Präfektur Osaka geborene Ueda schloss 1898 den 10. Jahrgang der Heeresoffizierschule und 1908 den 21. Jahrgang der Heereshochschule ab. Im Anschluss hieran trat er in die 9. Kavalleriebrigade der 18. Division ein und wurde später in die 16. Division überstellt. 1918 nahm er an der Sibirischen Intervention teil, im folgenden Jahr wurde er zum Oberst befördert.
1923 erhielt er erstmals das Kommando über ein Regiment und im folgenden Jahr wurde er zum Generalmajor befördert und erhielt das Kommando über die 3. Kavalleriebrigade. Nach seiner Beförderung zum Generalleutnant im Jahr 1928 wurde Ueda Oberbefehlshaber der Garnisonsarmee China und blieb dies bis 1930. Im Anschluss an dieses Kommando befehligte er bis 1932 die 9. Division und nahm mit dieser an den Kämpfen während der japanischen Besetzung der Mandschurei teil.
Am 29. April 1932 verlor er bei einem Bombenanschlag des koreanischen Nationalisten Yoon Bong-Gil in Shanghai ein Bein, sein Vorgesetzter Shirakawa Yoshinori starb später an den Folgen des Anschlags. Nach dieser Verletzung kehrte Ueda nach Japan zurück und diente nach seiner Genesung im Generalstab, wo er zwischen 1933 und 1934 schließlich zum Vizestabschef aufstieg. Hiernach wurde er Oberbefehlshaber der Chōsen-Armee im japanischen Korea und wurde 1935 zum vollwertigen General befördert. Von 1936 bis 1939 diente er als Oberbefehlshaber der Kwantung-Armee in Mandschukuo, während er zeitgleich japanischer Botschafter dort, Generalgouverneur des Pachtgebiet Kwantung und ein Mitglied des Obersten Kriegsrats war.
Ueda war ein starker Befürworter der Hokushin-Ron-Politik welche besagte, dass Japans Hauptfeind der Kommunismus sei und es sich daher auf einen Angriff gegen die Sowjetunion vorbereiten müsse. Er unterstützte die aggressiven Aktionen der japanischen Armee an der sowjetisch-mandschurischen Grenze, welche im Mai und August 1939 zu Grenzgefechten führten.
Trotz der katastrophalen Leistung der japanischen Truppen in beiden Gefechten vertrat Ueda weiterhin seine Ansichten gegenüber der Sowjetunion, weshalb er Ende 1939 nach Japan zurückgerufen und in den Ruhestand geschickt wurde. Er wurde auch während des Pazifikkriegs nicht reaktiviert und nach der Kapitulation Japans nicht inhaftiert. Er starb 1962.